# Kōji Yamamura

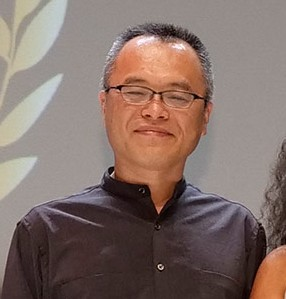
Kōji Yamamura (2019)

Kōji Yamamura (jap. 山村浩二 Yamamura Kōji; * 4. Juni 1964 in Nagoya, Japan) ist ein japanischer Animationsfilm-Regisseur.
Im Alter von dreizehn Jahren realisierte er seinen ersten Trickfilm. Yamamura studierte Malerei an der Tokyo Zokei Universität in Tokio und beendete sein Studium dort 1987. Unter dem Einfluss kanadischer und russischer Animationskünstler entstanden Filme wie One Night Serenade.
1993 gründete er zusammen mit seiner Frau Sanae die Firma Yamamura Animation Production. Bisheriger Höhepunkt seiner Karriere war das Jahr 2003, in dem sein Werk Der Mann mit der Kirsche auf dem Kopf (頭山) sowohl für die Kategorie Bester animierter Kurzfilm bei der Oscarverleihung 2003 nominiert wurde, wie auch den Cristal d’Annecy, den wichtigsten Preis des Festival d’Animation Annecy, gewann. Dieser zehnminütige Film handelt von einem Mann, auf dessen Kopf ein Kirschbaum wächst.
Mit Kafka: Inaka Isha erschien 2007 eine Umsetzung von Franz Kafkas Erzählung Ein Landarzt. Für diese gewann er den Hauptpreis auf dem Ottawa International Animation Festival, auf dem Hiroshima Kokusai Animation Festival, den Ōfuji-Noburō-Preis und den Grand Prix beim Trickfilmfestival Stuttgart.
Seine Werke sind von starker Individualität geprägt und technisch sehr vielfältig.

## Filmografie
- 1985: 博物誌（ hakubutsushi）„Naturgeschichte“ (Studenten-Produktion)
- 1985: 小夜曲（ sayokyoku）„Serenade“ (Studenten-Produktion)
- 1987: 水棲（ suisei）„Im Wasser lebend“ (Abschlussarbeit; Yamamura Kôji: Regie und Animation), 5 Min
- 1989: ひゃっかずかん（Hyakka-zukan）„Illustriertes Lexikon“ (Yamamura Kôji: Regie und Animation), 12 Min
- 1990: 遠近法の箱（enkinhou no hako）„Die Schachtel der Perspektive“ (Yamamura Kôji: Produktion, Regie und Animation), 4 Min
- 1991: ふしぎなエレベーター (fushigi na elebêtâ) „Der seltsame Aufzug“ (Yamamura Kôji: Regie und Animation), 7 Min
- 1993: カロとピヨビピト「おうち」(Karo to Piyobipito: o-uchi) „Karo und Piyobipito: das Haus“ (Yamamura Kôji: Produktion, Regie und Animation), 4 Min 20 Sek.
- 1993: カロとピヨビピト「サンドイッチ」(Karo to Piyobipito: sandoicchi) „Karo und Piyobipito: das Sandwich“ (Yamamura Kôji: Produktion, Regie und Animation), 4 Min 20 Sek.
- 1993: カロとピヨビピト「あめのひ」(Karo to Piyobipito: ame no hi) „Karo und Piyobipito: der Regentag“ (Yamamura Kôji: Produktion, Regie und Animation), 4 Min 20 Sek.
- 1995: パクシ　„Pakushi“ (Yamamura Kôji: Regie und Animation), 18 × 1 Min
- 1995: キップリング Jr. „Kippling Jr.“ (Yamamura Kôji: Regie und Animation), 14 Min
- 1995: キッズキャッスル „Kids Castle“ (Yamamura Kôji: Regie und Animation), 5 Min
- 1996: バベルの本 (baberu no hon) „Das Buch zu Babel“ (Yamamura Kôji: Regie und Animation), 5 Min
- 1999: どっちにする？(docchi ni suru?) „Welches denn?“ (Yamamura Kôji: Animation), 10 Min
- 2002: 頭山 (Atama-yama) Der Mann mit der Kirsche auf dem Kopf (Yamamura Kôji: Regie, Animation und Schnitt), 10 Min
- 2003: 冬の日 (fuyu no hi) „Wintertag“ (Yamamura Kôji: Beteiligung), 105 Min
- 2005: 年をとった鰐 (toshi o totta wani) „Das gealterte Krokodil“ (Yamamura Kôji: Regie, Drehbuch, Animation und Schnitt; Produktion: Yamamura Animation), 13 Min
- 2006: Tokyo Loop (Yamamura Kôji: Beteiligung), 75 Min
- 2007: Kafka – Inaka isha (カフカ 田舎医者)